# UBS Arena
La UBS Arena è un'arena polifunzionale coperta situata all'interno del Belmont Park a Elmont nella contea di Nassau nello stato di New York.

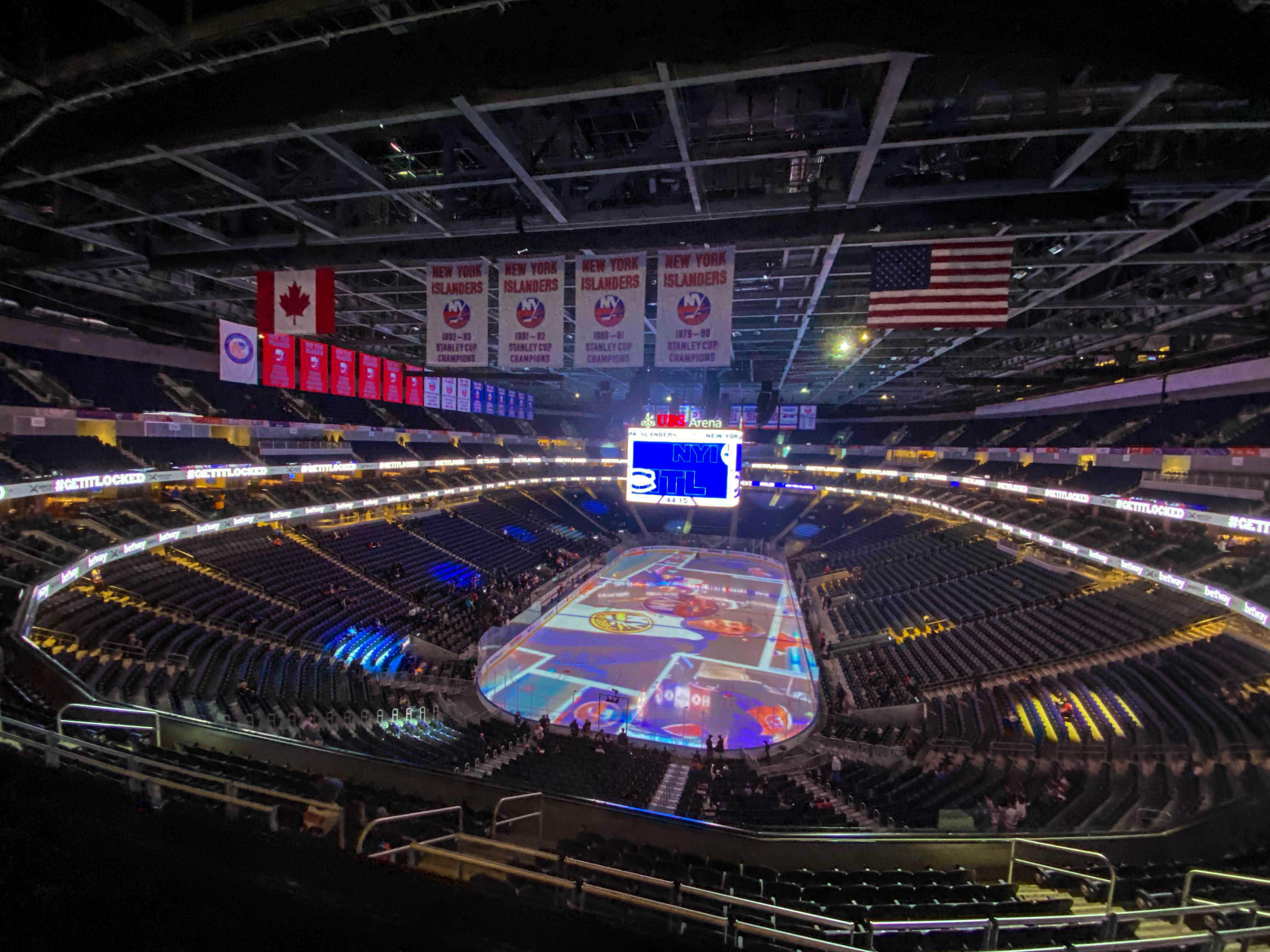
Interno

Inaugurata a fine 2021, ospita gli incontri casalinghi dei New York Islanders della National Hockey League (NHL).
L'arena può ospitare ufficialmente 17.250 spettatori per le partite della NHL e fino a 19.000 per concerti e altri eventi tra cui le cerimonie di premiazione degli MTV VMA.